# DAKOKU
DAKOKU（ダコク、1975年 - ）は、日本の作曲家、ピアニスト、ウェブデザイナー。

## 来歴
現在の静岡県伊豆の国市生まれ。伊豆の国市立長岡南小学校、伊豆の国市立韮山中学校、加藤学園高等学校を卒業後、国立音楽大学に進学したが中退した。
30歳から42歳までウェブデザイナー、ウェブデベロッパーとして活動し、日本大学国際関係学部ではウェブデザインに関する各カリキュラムで非常勤講師を務める。

### 師事
ピアノを眞田光子、児玉邦夫、音楽理論を池田逸子、作曲を北條直彦にそれぞれ師事した。

## 出版
書籍
- 魚: ピアノソロアルバム「月光」より[3]ISBN 978-4911301005
- 心の場所　ピアノソロ[4] ISBN 978-4823549793

CD
- オリジナルフルアルバム『月光』 - キングレコード[5]

## 主な作品
- 心の場所
- 舞魚
- 遠想
- 水鏡
- 砂紋
- 雲響
- 珈琲
- 夢催
- 柳月
- 月光
- 桜颪

（いずれもピアノソロ作品）